# Prima del futuro
Prima del futuro è un film a episodi del 1985 diretto da Ettore Pasculli, Fabrizio Caleffi e Gabriella Rosaleva

## Trama
Seneca, Spartaco e Caligola devono ricevere un premio dall'ufficio abbonati ma essi hanno attraverso la telematica perso il contatto con la realtà esterna. I primi due quindi rifiutano di ricevere il premio e solo Caligola che si scoprirà essere un cane sarà premiato.

## Distribuzione
Il film fu distribuito nel 1986 con il divieto di visione per i minori degli anni 14 per alcune scene erotiche.